# Rumania en los Juegos Olímpicos de París 1900
Rumanía estuvo representada en los Juegos Olímpicos de París 1900 por un deportista que compitió en tiro.  
El equipo olímpico rumano no obtuvo ninguna medalla en estos Juegos.